# Alstroemeria douradensis
Alstroemeria douradensis este o specie de plante monocotiledonate din genul Alstroemeria, familia Alstroemeriaceae, descrisă de Pierfelice Ravenna. Conform Catalogue of Life specia Alstroemeria douradensis nu are subspecii cunoscute.